# Coccoloba cruegeri
Coccoloba cruegeri är en slideväxtart som beskrevs av Lindau.. Coccoloba cruegeri ingår i släktet Coccoloba och familjen slideväxter. Inga underarter finns listade i Catalogue of Life.